# Warenford
Warenford är en ort i civil parish Adderstone with Lucker, i grevskapet Northumberland i England. Orten är belägen 16 km från Morpeth. Warenford var en civil parish 1866–1955 när det uppgick i Adderstone with Lucker. Civil parish hade 20 invånare år 1951.